# 斯特拉斯堡帝国军医学院
斯特拉斯堡帝国军医学院（École impériale du Service de santé militaire de Strasbourg）是法国一所古老的军事院校，为军队培养医生和药剂师。它成立于1856年，1870年与斯特拉斯堡大学医学院合并。
其建筑物坐落在阿尔萨斯斯特拉斯堡城堡广场和主教座堂广场之间。

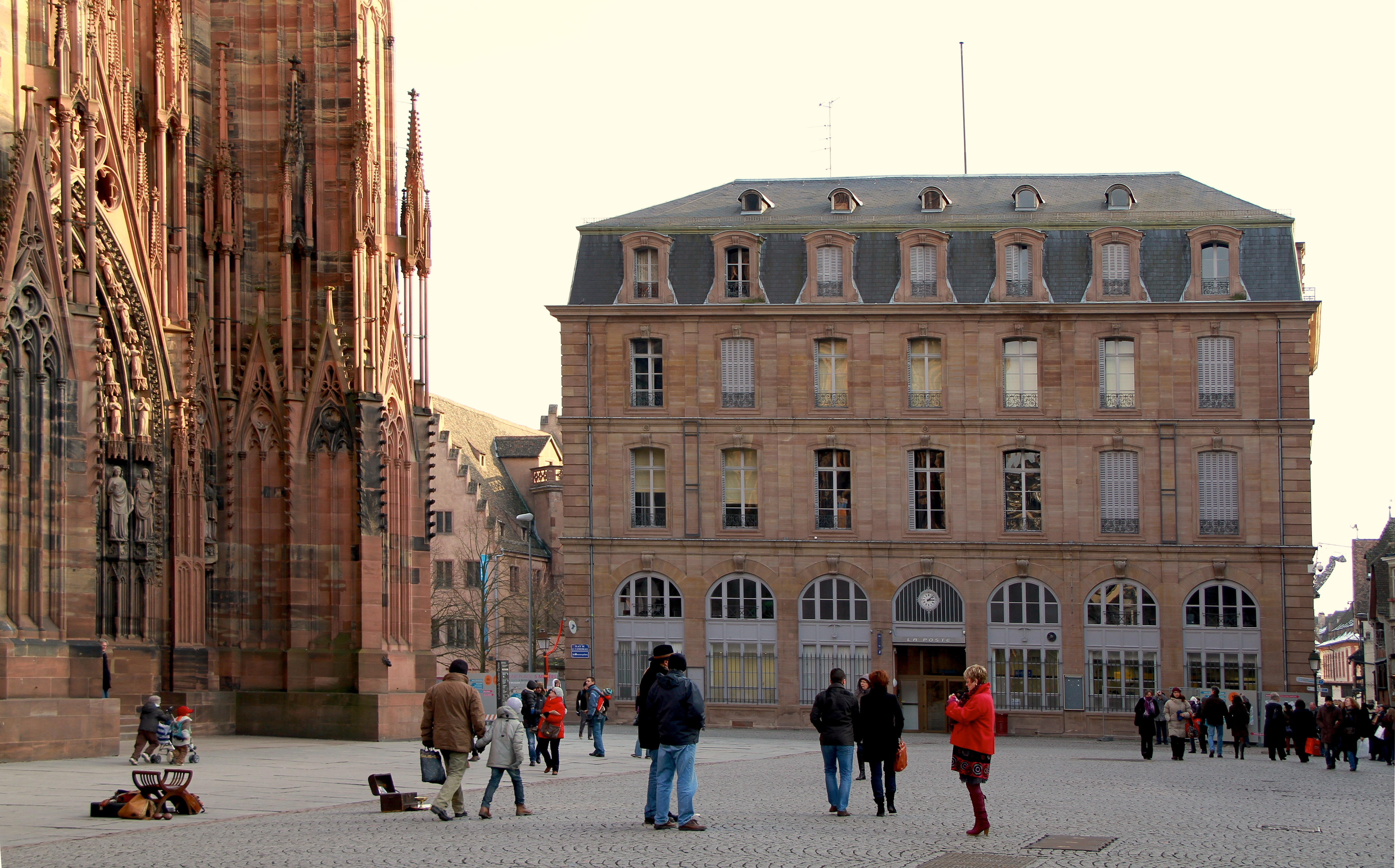
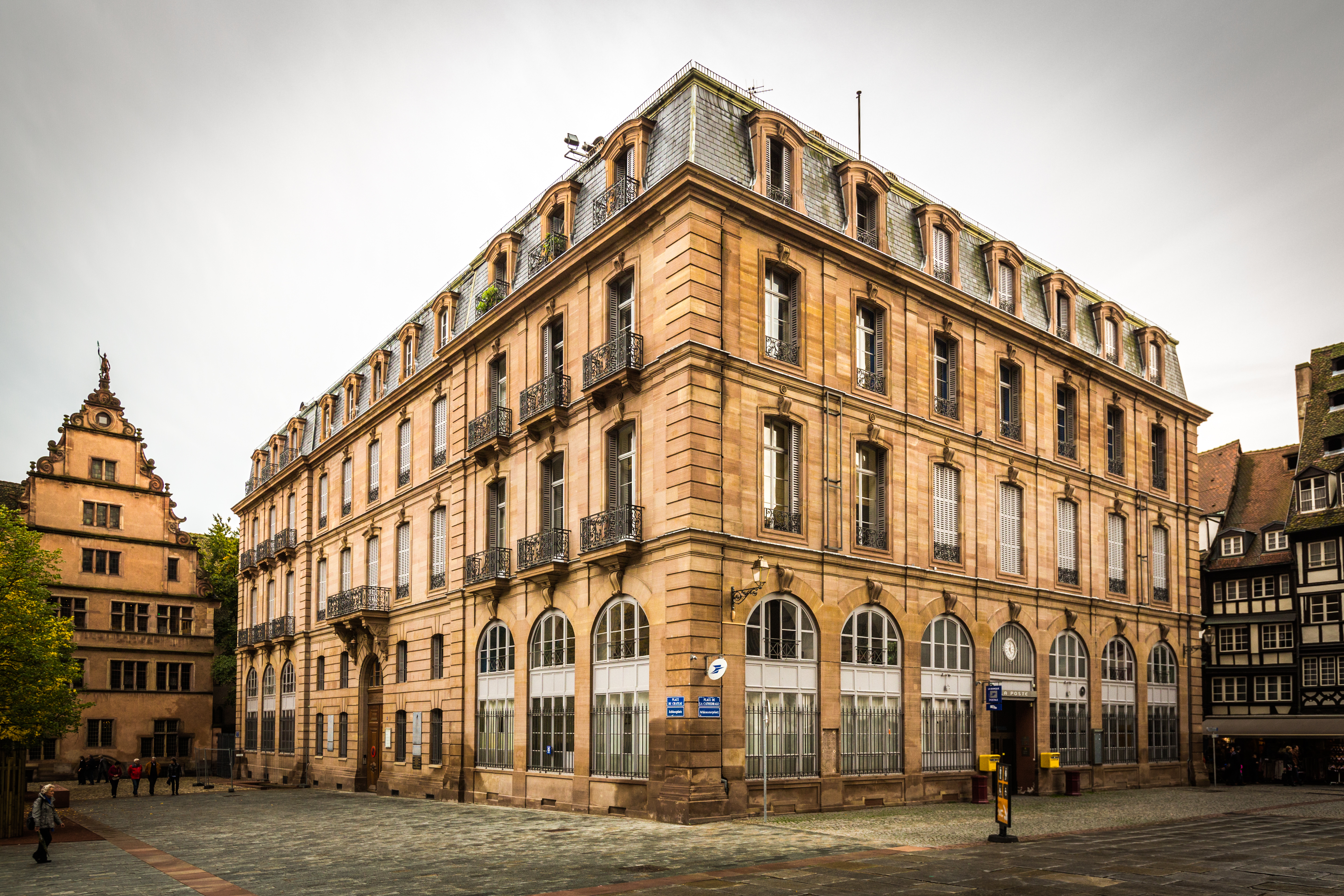
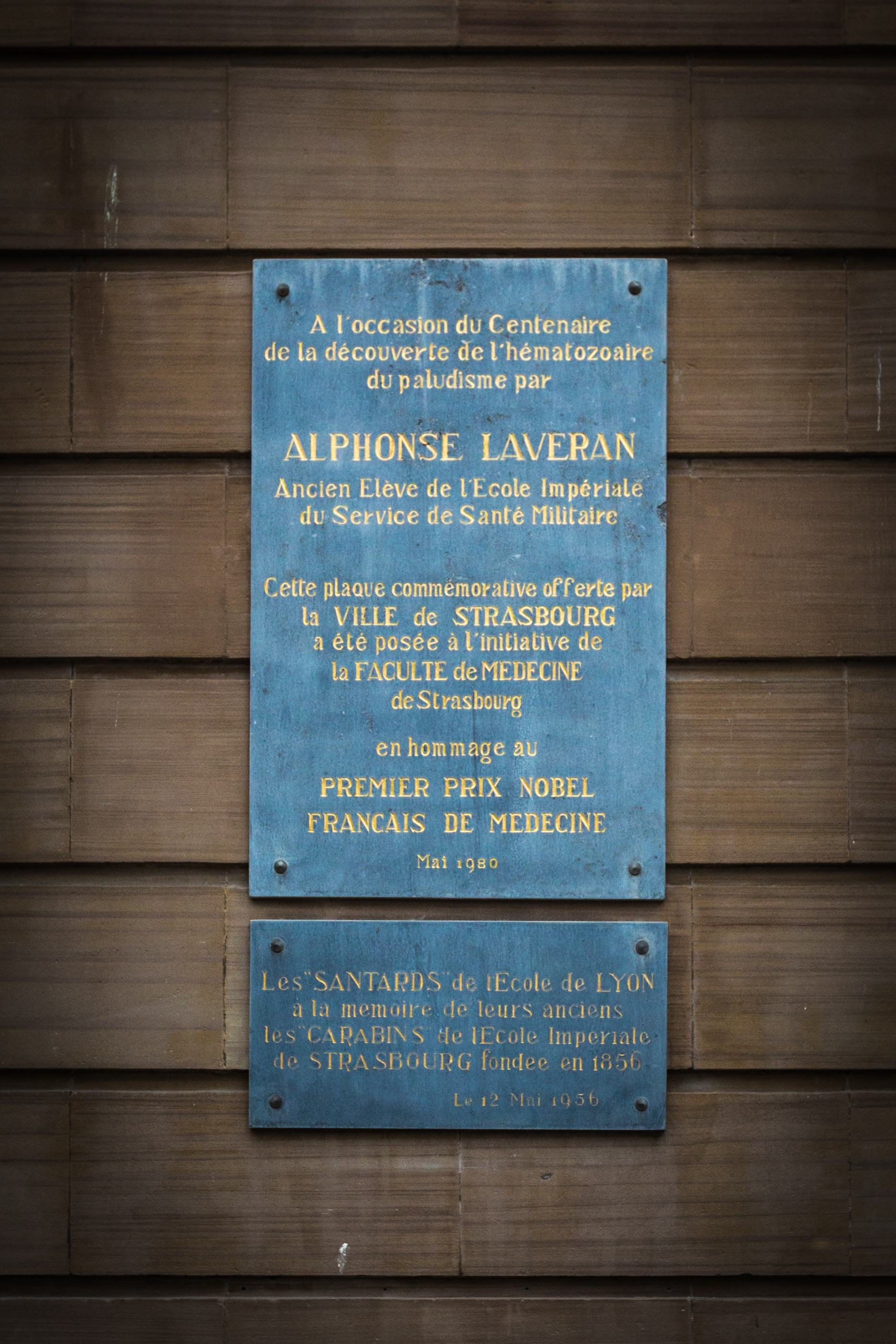
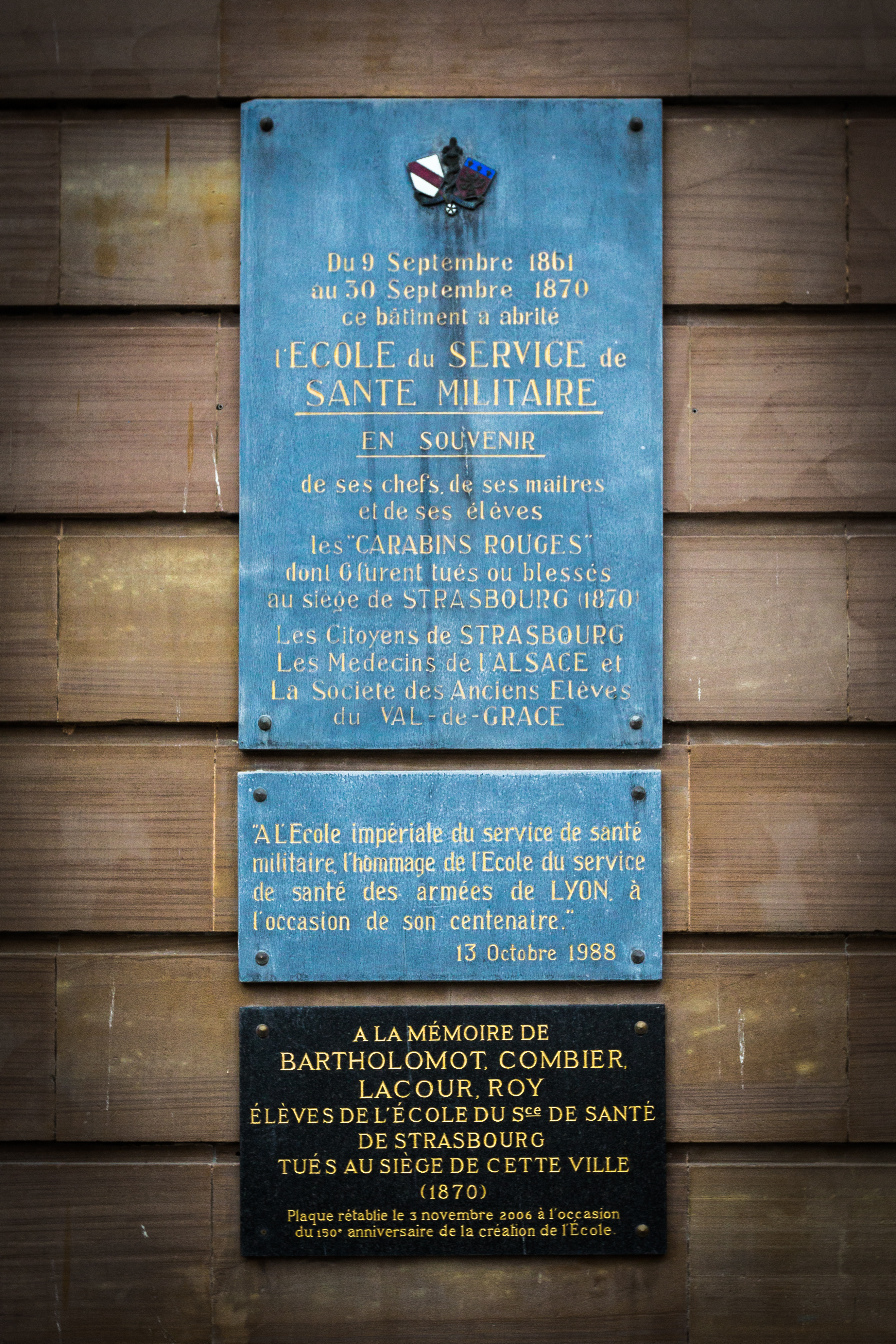